# Willenscharen
Willenscharen er en by og kommune i det nordlige Tyskland, beliggende i Amt Kellinghusen i den nordøstlige del af Kreis Steinburg. Kreis Steinburg ligger i den sydvestlige del af delstaten Slesvig-Holsten.

## Geografi
Willenscharen ligger 14 km sydvest for Neumünster og 8 km nordøst for Kellinghusen ved udkanten af Naturpark Aukrug. Floden Stör løber gennem kommunen. Wallberg, en sachsisk ringborg fra det 9. til 10. århundrede ligger ved vestbredden af Stör ved broen med vej L 121.
Omkring 5 km nord for Willenscharen går Bundesstraße B430 fra Itzehoe mod Neumünster, omkring 8 km mod syd går B206 fra Itzehoe mod Bad Bramstedt. Øst for Willenscharen går jernbanen mellem Elmshorn mod Neumünster.